# Volxheim
Volxheim település Németországban, Rajna-vidék-Pfalz tartományban. Lakosainak száma 1115 fő (2023. december 31.).

## Népesség
A település népességének változása:
| Lakosok száma | 762  | 1145 | 1155 | 1153 | 1147 | 1115 |
|               | 1975 | 2017 | 2019 | 2021 | 2022 | 2023 |